# Mario Lanzi
Mario Lanzi   (Castelletto sopra Ticino, 10 d'octubre de 1914 - Schio, 21 de febrer de 1980) fou un atleta italià, especialista en curses de mig fons, que va competir durant les dècades de 1930 i 1940.
El 1936 va prendre als Jocs Olímpics d'Estiu de Berlín, on disputà tres proves del programa d'atletisme. Guanyà la medalla de plata en la cursa dels 800 metres, mentre en les altres dues proves quedà eliminat en sèries.
En el seu palmarès destaquen dues medalles en els 800 metres al Campionat d'Europa d'atletisme, de plata el 1934, i de bronze el 1938. El 1939 establí el rècord d'Europa dels 400 metres amb un temps de 46.7". Aconseguí 18 títols nacions, vuit en els 800 metres, cinc en els 400 metres, quatre en els 4x400 metres relleus i un en el 4x100 metres relleus.

## Millors marques
- 200 metres. 21.5" (1940)
- 400 metres. 46.7" (1939)
- 800 metres. 1' 49.0" (1939)[1][3]